# Bunny Style!
"Bunny Style!" (バニスタ!, Banisuta) é uma canção do girl group sul-coreano T-ara, lançada em 20 de março de 2013.

## Antecedentes e promoção
O single foi lançado em dez versões diferentes, variando da versão A a J. O tipo limitado está disponível em três versões diferentes, com faixas adicionais de subunidades do T-ara. A versão A possui uma canção intitulada "Sign", com Soyeon e Areum, enquanto a versão B traz "Shabontama no Yukue" cantada por Boram e Qri. A terceira edição limitada possui a uma canção chamada "Dangerous Love", cantada pelas integrantes Eunjung, Hyomin e Jiyeon. As sete edições regulares vem com diferentes faixas solo de cada uma das integrantes do grupo. A canção possui a coreografia 'bunny dance' ("dança do coelho"), que imita os movimentos do coelho.
T-ara realizou apresentações em quinze cidades japonesas, iniciando em Sapporo em 20 de fevereiro e Marioka no dia 21. Outras cidades onde elas realizaram apresentações incluem Saitama, Quioto, Fukuoka, Nagasaki etc.

## Recepção crítica
O colunista de K-pop da Billboard, Jeff Benjamin, escreveu que a canção "incorpora um tema fofinho e bonitinho através de uma batida techno" com "sintetizadores agressivos que lembram '3' de Britney Spears". Ele foi crítico, no entanto, ao dizer que enquanto "Banisuta!" traz o verme auditivo habitual do T-ara, a canção "deixa de ser quase tão cativante como singles como "Roly-Poly" ou "Lovey-Dovey".

## Lista de faixas
| Edição limitada A |                         |                         |                |         |  |
| N.º               | Título                  | Letras                  | Música         | Duração |  |
| 1.                | "Banisuta!"             | Inoue Tomonori, MEG. ME | MEG. ME        |         |  |
| 2.                | "Sign" (Soyeon e Areum) | MEG. ME                 | Hiroko Konishi |         |  |

| Edição limitada B |                                                          |                 |                 |         |  |
| N.º               | Título                                                   | Letras          | Música          | Duração |  |
| 2.                | "Shabontama no Yukue (シャボン玉のゆくえ)" (Boram e Qri) | Yamauchi Hikaru | Yamauchi Hikaru |         |  |

| Edição limitada C |                                             |         |         |         |  |
| N.º               | Título                                      | Letras  | Música  | Duração |  |
| 2.                | "Dangerous Love" (Eunjung, Jiyeon e Hyomin) | MEG. ME | MEG. ME |         |  |

| Todas edições limitadas em DVD |                          |         |  |
| N.º                            | Título                   | Duração |  |
| 1.                             | "Banisuta!" (Videoclipe) |         |  |

| Edição standart 1 |                              |        |        |         |  |
| N.º               | Título                       | Letras | Música | Duração |  |
| 2.                | "Love Poem" (solo de Soyeon) |        |        |         |  |

| Edição standart 2 |                                |        |        |         |  |
| N.º               | Título                         | Letras | Música | Duração |  |
| 2.                | "Two as One" (solo de Eunjung) |        |        |         |  |

| Edição standart 3 |                               |        |        |         |  |
| N.º               | Título                        | Letras | Música | Duração |  |
| 2.                | "Maybe Maybe" (solo de Boram) |        |        |         |  |

| Edição standart 4 |                           |        |        |         |  |
| N.º               | Título                    | Letras | Música | Duração |  |
| 2.                | "My Sea" (solo de Jiyeon) |        |        |         |  |

| Edição standart 5 |                             |        |        |         |  |
| N.º               | Título                      | Letras | Música | Duração |  |
| 2.                | "Do We Do We" (solo de Qri) |        |        |         |  |

| Edição standart 6 |                                    |        |        |         |  |
| N.º               | Título                             | Letras | Música | Duração |  |
| 2.                | "Love Suggestion" (solo de Hyomin) |        |        |         |  |

| Edição standart 7 |                              |        |        |         |  |
| N.º               | Título                       | Letras | Música | Duração |  |
| 2.                | "Happy Rain" (solo de Areum) |        |        |         |  |

## Desempenho nas paradas

### Paradas semanais
| Parada (2013)           | Melhor posição |
| ----------------------- | -------------- |
| Billboard Japan Hot 100 | —              |

### Paradas da Oricon
| Lançamento          | Parada da Oricon      | Pico | Vendas de estreia | Vendas totais |
| ------------------- | --------------------- | ---- | ----------------- | ------------- |
| 20 de março de 2013 | Daily singles chart   | 2    | 40.705            | 56.785+       |
| 20 de março de 2013 | Weekly singles chart  | 2    | 56.785            | 56.785+       |
| 20 de março de 2013 | Monthly singles chart | —    | —                 | 56.785+       |

## Histórico de lançamento
| País  | Data                | Formato   | Distribuidora   |
| ----- | ------------------- | --------- | --------------- |
| Japão | 20 de março de 2013 | CD single | EMI Music Japan |